# East York (Ontário)
East York era um distrito municipal da província canadense de Ontário. Ela foi fundida com a cidade de Toronto em 1998. Atualmente, é um dos 6 distritos da cidade de Toronto. É a menor e menos populosa dos 6 distritos de Toronto. Sua população é de 115 185 habitantes.